# Галоморфні ґрунти
Галоморфні ґрунти — група ґрунтів, в утворенні яких беруть участь процеси, пов'язані з присутністю, міграцією та накопиченням легкорозчинних солей. Термін класифікаційного значення не має.
Ця велика ґрунтово-геохімічна формація, що об'єднує різноманітні ґрунти, загальними ознаками яких є: 
- формування в акумулятивних або палеоакумулятивних ландшафтах;
- участь у ґрунтоутворенні (постійно або на деякій стадії розвитку) водорозчинних солей;
- несприятливі умови існування рослин, за винятком високо адаптованих галофітів, через високу концентрацію ґрунтового розчину, або високої лужності в тій чи іншій частині профілю.

У формації виділяються такі групи типів або класи ґрунтів,  : 
1. Засолені ґрунти, що включають солончаки, солончакові та солончакуваті ґрунти;
2. Лужні ґрунти, що включають солонці, солонцюваті ґрунти і такири;
3. Солоді.